# Henry Cavill
Henry William Dalgliesh Cavill (* 5. května 1983 Saint Helier, Jersey) je britský herec. Objevil se ve filmech Hvězdný prach a Válka Bohů, hrál roli Charlese Brandona, vévody ze Suffolku, v seriálu Tudorovci v letech 2007 až 2010, ztvárnil roli Supermana/Clarka Kenta ve filmu Muž z oceli a Geralta v seriálu Zaklínač.

## Životopis
Narodil se ve městě Saint Helier na ostrově Jersey (součást Normanských ostrovů) jako čtvrtý z pěti chlapců. Jeho matka Marianne pracuje jako sekretářka v bance a jeho otec Colin je makléř. Byl vzděláván v St. Michael's Preparatory School a poté chodil na soukromou školu Stowe School v Anglii. Během školy začal s hraním ve školních divadelních hrách a řekl, že kdyby se nestal hercem, tak se přidá k armádě nebo bude studovat egyptologii na univerzitě.
Během pobytu ve Stowe se setkal s hercem Russellem Crowem, který na této škole natáčel scény pro film Životní zkouška. Cavill byl v komparzu a využil příležitosti, aby požádal Crowa o radu ohledně herecké kariéry. Později si Cavill a Crowe zahráli otce a syna v supermanovském filmu Muž z oceli, který jej proslavil jako novodobého Supermana a Reevova následovníka.

## Kariéra

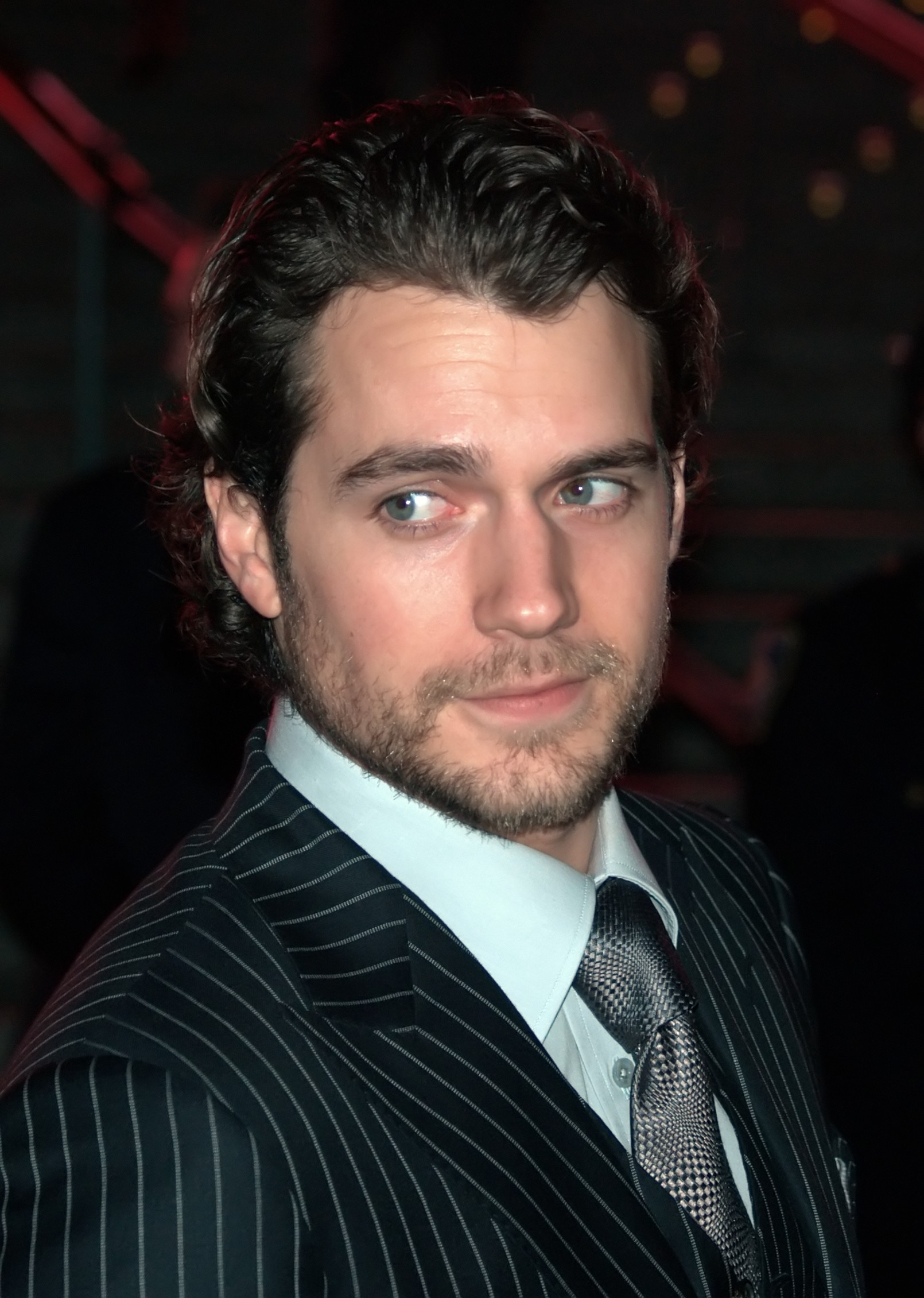
Cavill na filmovém festivalu v Tribecce

Jeho první filmová role přišla ve filmové adaptaci Hraběte Monte Crista od režiséra Kevina Reynoldse. Dále si zahrál v Laguně a následně působil v televizních seriálech, nejprve v Případech inspektora Lynleyho, televizním filmu Goodbye Mr. Chips (2002) a seriálu Vraždy v Midsomeru (2003). V roce 2003 vzal vedlejší roli ve filmu Hrad bude můj, na což navázaly filmy Hellraiser: Pekelný svět, Red Riding Hood (2006) a Tristan a Isolda (2006). Měl menší roli ve filmu Hvězdný prach režiséra Matthewa Vaughna.
V letech 2007 až 2010 měl jednu z hlavních rolí v historickém seriálu Tudorovci, kde ztvárnil roli vévody Charlese Brandona. Seriál byl velmi dobře přijat, byl nominován na Zlatý glóbus v roce 2007 a následující rok vyhrál cenu Emmy. Cavill připisuje seriálu posílení své kariéry: „Stalo se toho nejvíce pro mě doposud. [...] Teď, když je někde v Americe publikum, které ví o tom, kdo jsem, mám větší cenu díky Tudorovcům.“ Magazín Entertainment Weekly ho nazval „nejvíce temperamentním vévodou“ a chválil jeho práci na Tudorovcích za zobrazení „kouzla a hloubky“.
Měl si zahrát Supermana v roce 2004 ve filmu Superman: Flyby od McG. Nicméně režisér snímku McG se nakonec odtáhl od projektu, režisérem se stal Bryan Singer a ten do role přeobsadil Brandona Routha jako hlavní postavu v Superman se vrací. Cavill byl také příčinou dopisů fanoušků, aby byl obsazen jako Cedric Diggory ve filmu Harry Potter a Ohnivý pohár, roli avšak nakonec získal Robert Pattinson. Autorka ságy Stmívání, Stephenie Meyer, veřejně prohlásila, že by byla ráda, kdyby Cavill ztvárnil roli Edwarda Cullena ve filmové sérii a nazvala ho „perfektním Edwardem“. Ale když začalo natáčení, Cavill byl pro roli příliš starý a roli opět získal Robert Pattinson.

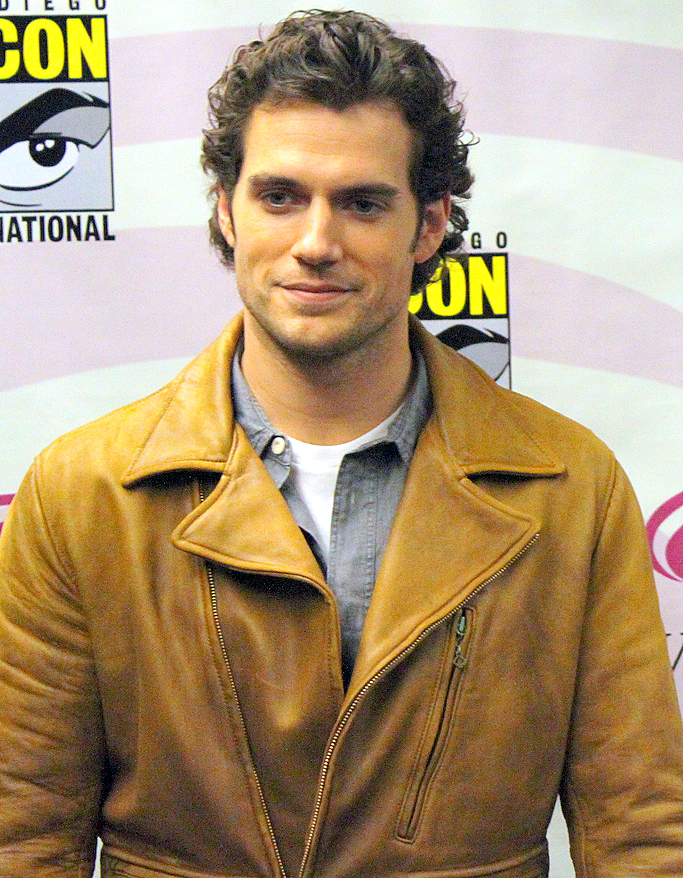
Cavill na Comic Conu v roce 2011

V roce 2005 byl finalistou na roli Jamese Bonda ve filmu Casino Royale. Producenti a režisér Martin Campbell se rozhodovali mezi ním a Danielem Craigem; podle zpráv Campbell podporoval Cavilla, ale producenti nakonec rozhodli, že vyberou staršího Bonda a roli nakonec získal Craig. Empire magazine v roce 2005 jmenoval Cavilla jako „největšího smolaře v Hollywoodu“ za sérii jeho nešťastných příhod. I přes zprávy, že se zúčastnil konkurzu na roli Batmana do snímku Batman začíná, Cavill potvrdil že se o roli jednak nikdy neucházel a ani mu nebyla role nabídnuta.
Na začátku roku 2008 se stal modelem a mluvčím pro značku parfémů Dunhill. Televizní reklama obsahovala Cavilla v obleku, který procházel přes Union Jack, než se přemístil na helikoptéru. Ve druhé televizní reklamě řídil auto v nočním Londýně a setkal se s mladou ženou. V roce 2008 si zahrál v horroru Krvavý potok a následující rok měl menší roli ve filmu Woodyho Allena, Užívej si, co to jde.
V roce 2012 ztvárnil hlavní roli Thésea v mytologickém filmu Válka Bohů a ve stejném roce se objevil po boku Bruce Willise v thrilleru S ledovým klidem. Dne 30. ledna 2011 bylo oznámeno, že Cavill byl obsazen jako Clark Kent/Superman ve filmu režiséra Zacka Snydera, Muž z oceli Snyder nazval Cavilla jako „perfektní volbu pro navléknutí kápě a štítu S.“ Zábavní média chválila Cavilla za jeho cestu k úspěchu. Cavill je jedním ze tří britských herců, kteří souběžně představují americké největší superhrdiny, společně s Tomem Hollandem (Spider-Man) a Christianem Balem (Batman). Roli si zopakovala ve filmu Batman v Superman: Úsvit spravedlnosti v roce 2016. S Armiem Hammerem si v roce 2015 zahrál ve špionážním filmu Krycí jméno U.N.C.L.E.. V roce 2018 si zahrál v akčním filmu Mission: Impossible – Fallout a v psychologickém thrilleru Nomis. V září téhož roku bylo oznámeno, že si zahraje hlavního protagonistu Geralta v seriálu Netflixu, Zaklínač.

## Filmografie

### Film
| Rok  | Název                                  | Role                  | Poznámky |
| ---- | -------------------------------------- | --------------------- | -------- |
| 2001 | Laguna                                 | Thomas Aprea          |          |
| 2002 | Hrabě Monte Christo                    | Albert Mondego        |          |
| 2003 | Hrad bude můj                          | Stephen Colley        |          |
| 2005 | Hellraiser: Pekelný svět               | Mike                  |          |
| 2006 | Tristan a Isolda                       | Melot                 |          |
| 2006 | Red Riding Hood                        | Lovec                 |          |
| 2007 | Hvězdný prach                          | Humphrey              |          |
| 2009 | Užívej si, co to jde                   | Randy Lee James       |          |
| 2009 | Krvavý potok                           | Evan Marshall         |          |
| 2011 | Válka Bohů                             | Théseus               |          |
| 2012 | S ledovým klidem                       | Will Shaw             |          |
| 2013 | Muž z oceli                            | Superman/Clark Kent   |          |
| 2015 | Krycí jméno U.N.C.L.E.                 | Napoleon Solo         |          |
| 2016 | Batman v Superman: Úsvit spravedlnosti | Clark Kent / Superman |          |
| 2017 | Sand Castle                            | kapitán Syverson      |          |
| 2017 | Liga spravedlnosti                     | Clark Kent / Superman |          |
| 2018 | Night Hunter                           | Marshall              |          |
| 2018 | Mission: Impossible – Fallout          | August Walker         |          |
| 2020 | Enola Holmesová                        | Sherlock Holmes       |          |
| 2021 | Liga spravedlnosti Zacka Snydera       | Clark Kent / Superman |          |
| 2022 | Black Adam                             | Clark Kent / Superman |          |
| 2022 | Enola Holmesová 2                      | Sherlock Holmes       |          |
| 2024 | Argylle: Tajný agent                   | Argylle               |          |
| 2024 | Operace Poštmistr                      | Gus March-Phillipps   |          |
| 2024 | Deadpool & Wolverine                   | Cavillrine            | cameo    |

### Televize
| Rok       | Název                                           | Role            | Poznámky                       |
| --------- | ----------------------------------------------- | --------------- | ------------------------------ |
| 2002      | Případy inspektora Lynleyho: Vražda podle osnov | Chas Quilter    | díl: „Well-Schooled in Murder“ |
| 2002      | Goodbye, Mr. Chips                              | Soldier Colley  | Televizní film                 |
| 2003      | Vraždy v Midsomeru                              | Simon Mayfield  | díl: „The Green Man“           |
| 2007–2010 | Tudorovci                                       | Charles Brandon | 38 dílů, hlavní role           |
| 2018      | Reonning maen                                   | on sám          | díl: „410“                     |
| 2019–2023 | Zaklínač                                        | Geralt z Rivie  |                                |

## Ocenění a nominace
| Rok  | Název ceny                  | Kategorie                                    | Práce                                  | Výsledek  |
| ---- | --------------------------- | -------------------------------------------- | -------------------------------------- | --------- |
| 2012 | NewNowNext Award            | Přitažlivý herec                             | Tudorovci                              | nominace  |
| 2013 | NewNowNext Award            | Přitažlivý herec                             | Muž z oceli                            | nominace  |
| 2013 | Teen Choice Awards          | Nejlepší letní herec                         | Muž z oceli                            | nominace  |
| 2013 | Teen Choice Awards          | Nejlepší polibek (s Amy Adams)               | Muž z oceli                            | nominace  |
| 2014 | Critics' Choice Movie Award | Nejlepší herec v akčním filmu                | Muž z oceli                            | nominace  |
| 2014 | MTV Movie Awards            | Nejlepší superhrdina                         | Muž z oceli                            | vítězství |
| 2016 | Teen Choice Awards          | Nejlepší filmový herec: sci-fi/fantasy       | Batman v Superman: Úsvit spravedlnosti | nominace  |
| 2016 | Teen Choice Awards          | Nejlepší polibek (s Amy Adams)               | Batman v Superman: Úsvit spravedlnosti | nominace  |
| 2017 | Kids' Choice Awards         | Nejoblíbenější filmový herec                 | Batman v Superman: Úsvit spravedlnosti | nominace  |
| 2017 | Kids' Choice Awards         | Nejoblíbenější nakopávač zadků               | Batman v Superman: Úsvit spravedlnosti | nominace  |
| 2017 | Kids' Choice Awards         | Nejoblíbenější nepřátelé (s Benem Affleckem) | Batman v Superman: Úsvit spravedlnosti | nominace  |
| 2017 | Zlatá malina                | Nejhorší herec                               | Batman v Superman: Úsvit spravedlnosti | nominace  |
| 2017 | Zlatá malina                | Nejhorší dvojice (s Benem Affleckem)         | Batman v Superman: Úsvit spravedlnosti | vítězství |